# Genkō yōshi
- (en) Cet article est partiellement ou en totalité issu de l’article de Wikipédia en anglais intitulé « Genkō yōshi » (voir la liste des auteurs).

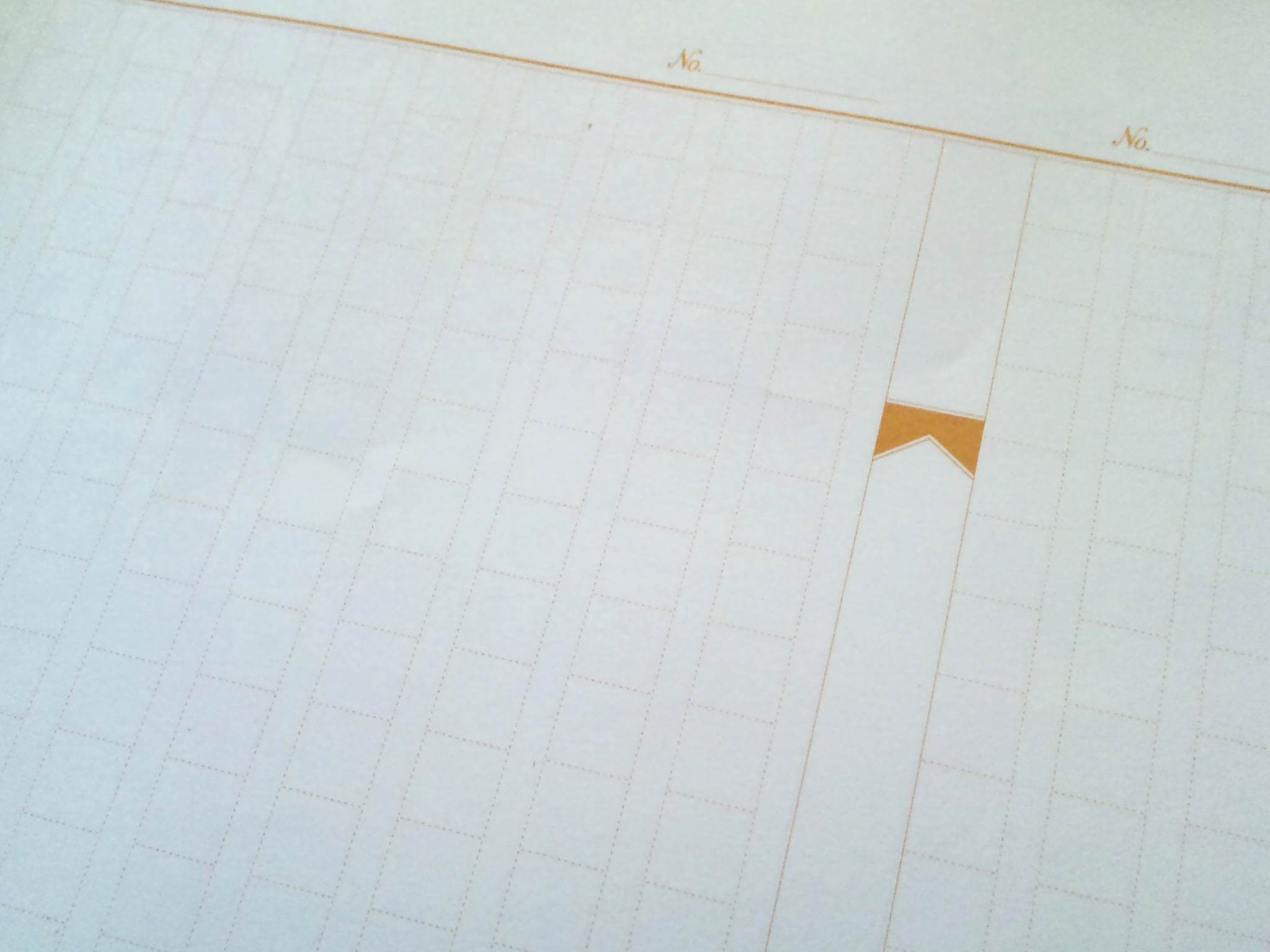
Exemple de genkō yōshi.

Le genkō yōshi (原稿用紙, papier manuscrit) est un papier japonais utilisé pour l'écriture. Il s'agit de papier imprimé avec des carreaux, en général 200 à 400 par feuille. Chaque carreau correspond à un caractère ou à un signe de ponctuation. Les genkō yōshi peuvent être utilisés avec tout type de matériel d'écriture (crayon, stylo, pinceau) et avec ou sans shitajiki (sous-main).
Alors que dans le passé, le genkō yōshi était utilisé pour tous les écrits (Essai, création littéraire, articles de journaux...), il a été remplacé dans la plupart des cas par les documents informatisés, bien que certains logiciels de traitement de texte proposent un format genkō yōshi. Cependant, le genkō yōshi est encore largement utilisé, surtout par les étudiants : les étudiants de premier et deuxième cycle (école primaire, collège et lycée) doivent utiliser ce format pour leurs rédactions, et les examens d'entrée aux écoles et universités utilisent aussi ce format pour les compositions. Il est donc aussi important de bien savoir utiliser ce format spécifique.
Le genkō yōshi est aussi utilisé par les étudiants taïwanais pour écrire le Mandarin de Taïwan, où il est appelé 原稿紙 (Hanyu pinyin: yuángǎo zhǐ). À Taïwan, la fine bande verticale vierge est utilisée pour transcrire la prononciation des caractères en Bopomofo.
Enfin, certains cursus et classes de Japonais comme langue étrangère requièrent ou encouragent l'utilisation du genkō yōshi pour les rédactions, car l'utilisation de ce format peut aider les étudiants à apprendre à espacer correctement les caractères quand ils écrivent verticalement.

## Apparence
Le genkō yōshi est utilisé pour écrire de manière verticale (ou de manière horizontale si on tourne la feuille à 90°). En général, il consiste principalement en une feuille divisée en deux pages séparées par un espace vierge au milieu pour plier la feuille en 2. Chaque page contient 10 colonnes de 20 cases, et chaque colonne est séparée par un espace étroit permettant d'écrire la transcription phonétique en furigana (voir caractères Ruby) du kanji présent dans la case correspondante. Cet espace peut aussi servir à noter des signes de ponctuation spécifiques (point d'emphase) ou d'autres signes.
D'autres configurations sont possibles, avec des nombres de cases et de colonnes différents.

## Règles d'utilisation
Le genkō yōshi est le plus souvent utilisé pour écrire verticalement, de droite à gauche. La première page est donc du côté droit de la feuille. Le titre est placé dans la première colonne, avec une indentation de deux ou trois cases en général. Le nom de l'auteur est écrit dans la deuxième colonne, généralement en bas,  avec une case d'espace entre le nom de famille et le prénom. La première phrase commence donc dans la troisième ou quatrième colonne.
Chaque début de paragraphe est indenté par une case. Cependant, quand un paragraphe commence par une citation, le guillemet ouvrant (﹁ à la verticale, ou﹃ ) est placé dans la première case de la colonne. 
Comme en Japonais imprimé à la verticale, les points, les virgules et les kanas miniatures (dans les diphtongues et les allongements de voyelles ou de consonnes) sont placés dans le coin supérieur droit de leur case ; en Chinois, ils sont placés au centre de la case. Tous les signes de ponctuation et les kanas miniatures occupent en général leur propre case, sauf si cela les place au début d'une nouvelle colonne ; dans ce cas, ils partagent la case du caractère dans la dernière case de la colonne précédente. Cette règle fait partie des règles de retour à la ligne en Japonais (kinsoku shori,禁則処理).
Les furigana et le Bopomofo sont écrits dans la colonne étroite entre les cases, à droite du ou des caractères correspondants.
A l'exception des acronymes comme U.K ou ONU, les mots, expressions ou phrases en caractères latins (ou dans d'autres systèmes d'écriture) sont généralement écrits en tournant la feuille à 90°, puis en les écrivant de gauche à droite. Ils apparaissent donc de travers lorsque la page est lue verticalement dans le bon sens.